# William Goddard
William A. Goddard (St. Joseph (Missouri), 10 de julho de 1913 — Chico (Califórnia), 29 de setembro de 1997) foi um engenheiro estadunidense.
Foi engenheiro da IBM, incluído em 2007 no National Inventors Hall of Fame. Graduado em física no Occidental College. Antes de trabalhar na indústria, Goddard foi professor ginasial em Los Angeles. Trabalhou por pouco tempo na indústria aeroespacial  na North American Aviation antes de ser engenheiro da International Business Machines (IBM). Sua mais aclamada realização foi co-inventar com John Lynott, patente dos Estados Unidos 3.503.060 “Direct Access Magnetic Disc Storage Device”, ou seja, o disco rígido.

## Patentes
- Goddard and Lynott, Patente E.U.A. 3 503 060, "Direct Access Magnetic Disk Storage Device"
- Stevens et al., Patente E.U.A. 3 134 097, "Data Storage Machine"